# Coup d'État de Kaiserswerth

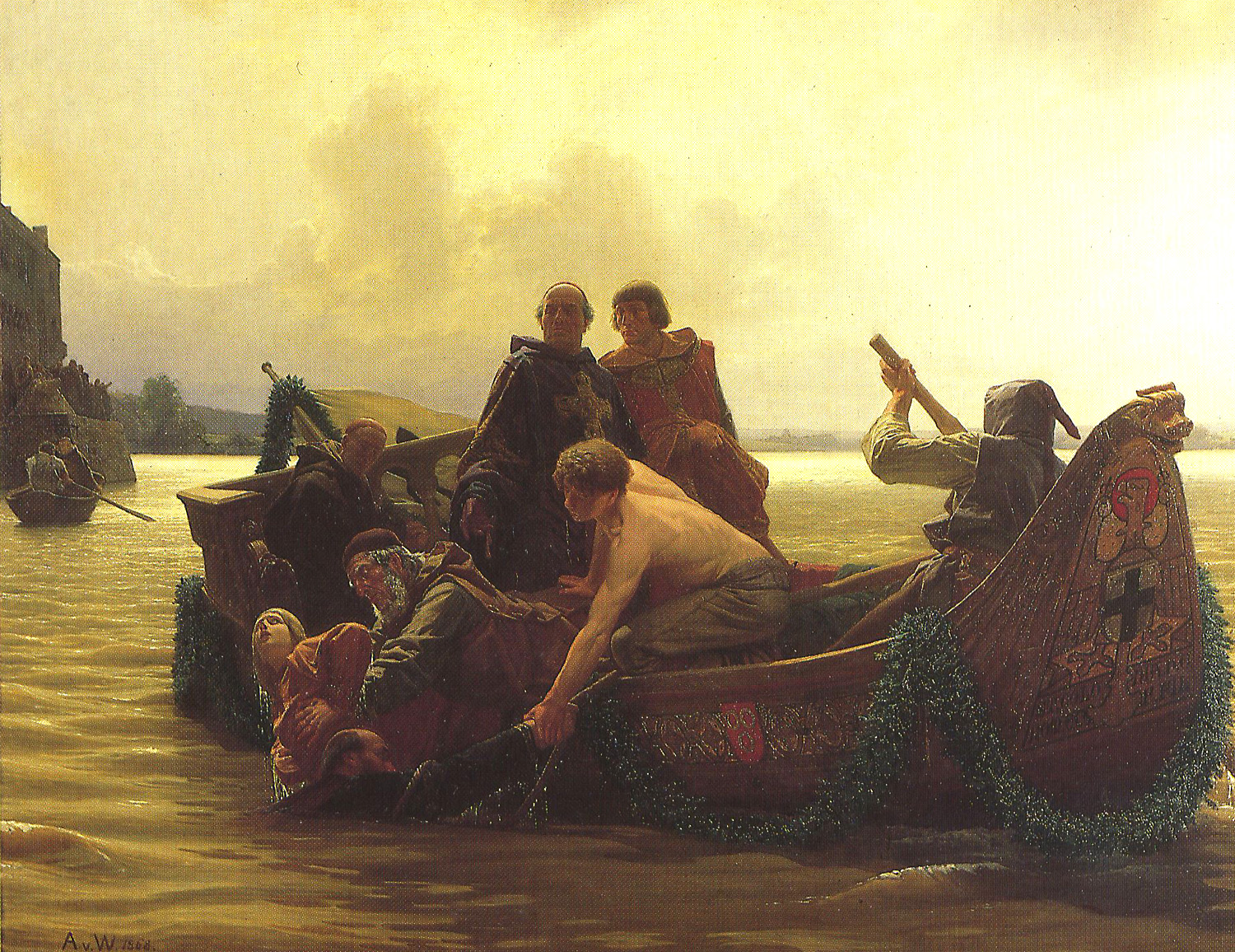
L'enlèvement d'Henri IV par l'archevêque Annon de Cologne, peinture historique d'Anton von Werner (1868).

Le coup d'État de Kaiserswerth (allemand : Staatsstreich von Kaiserswerth) de 1062 est une action sans précédent menée par plusieurs princes séculiers et ecclésiastiques du Saint-Empire romain germanique sous la direction de l'archevêque Annon II de Cologne contre l'impératrice Agnès, qui gouverne au nom de son fils mineur, le roi Henri IV, et contre son sous-régent choisi, l'évêque Henri II d'Augsbourg. En kidnappant le jeune roi et en imposant la remise des insignes impériaux, le groupe prend le contrôle des rênes du pouvoir dans l'Empire.

## Enlèvement du roi
Au début du mois d'avril 1062, Henri IV, alors âgé de onze ans, et sa mère séjournent au Königspfalz (en) de Kaiserswerth (actuel quartier de Düsseldorf), érigé par le défunt mari d'Agnès, l'empereur Henri III, où tous deux rencontrent l'archevêque Annon II de Cologne. Après avoir dîné ensemble, Annon invite le garçon à visiter un magnifique navire qu'il a amarré dans le Rhin à proximité. Ce que vit Henri IV lorsqu'il monte à bord du navire est raconté comme suit par le chroniqueur contemporain Lambert de Hersfeld :

« Mais à peine était-il entré dans le navire que les complices de l'archevêque l'encerclaient. Les rameurs se rassemblèrent rapidement, se jetèrent derrière leurs rames de toutes leurs forces et propulsèrent le navire au milieu du fleuve. Le roi, stupéfait de ces événements inattendus et incertain de ce qui se passait, ne put que penser qu'ils voulaient l'attaquer et le tuer, et se jeta donc à corps perdu dans le fleuve, et il se serait noyé dans les eaux tumultueuses si le comte Egbert, malgré le grand danger dans lequel il s'était exposé, n'avait plongé à sa poursuite et n'avait pas sauvé le roi en danger de la noyade avec beaucoup de difficulté et n'était revenu au navire. »

Annon fait ensuite remonter le fleuve jusqu'à sa résidence de Cologne et fait chanter l'impératrice Agnès pour qu'elle lui remette les insignes impériaux. En conséquence, le pouvoir de l'État tombe entre les mains des rebelles, qui, en plus d'Annon et du comte Egbert de Brunswick, mentionné par Lambert, comprennent également Otton de Nordheim ainsi que les archevêques Adalbert de Brême et Sigefroi de Mayence.

## Motivations des ravisseurs

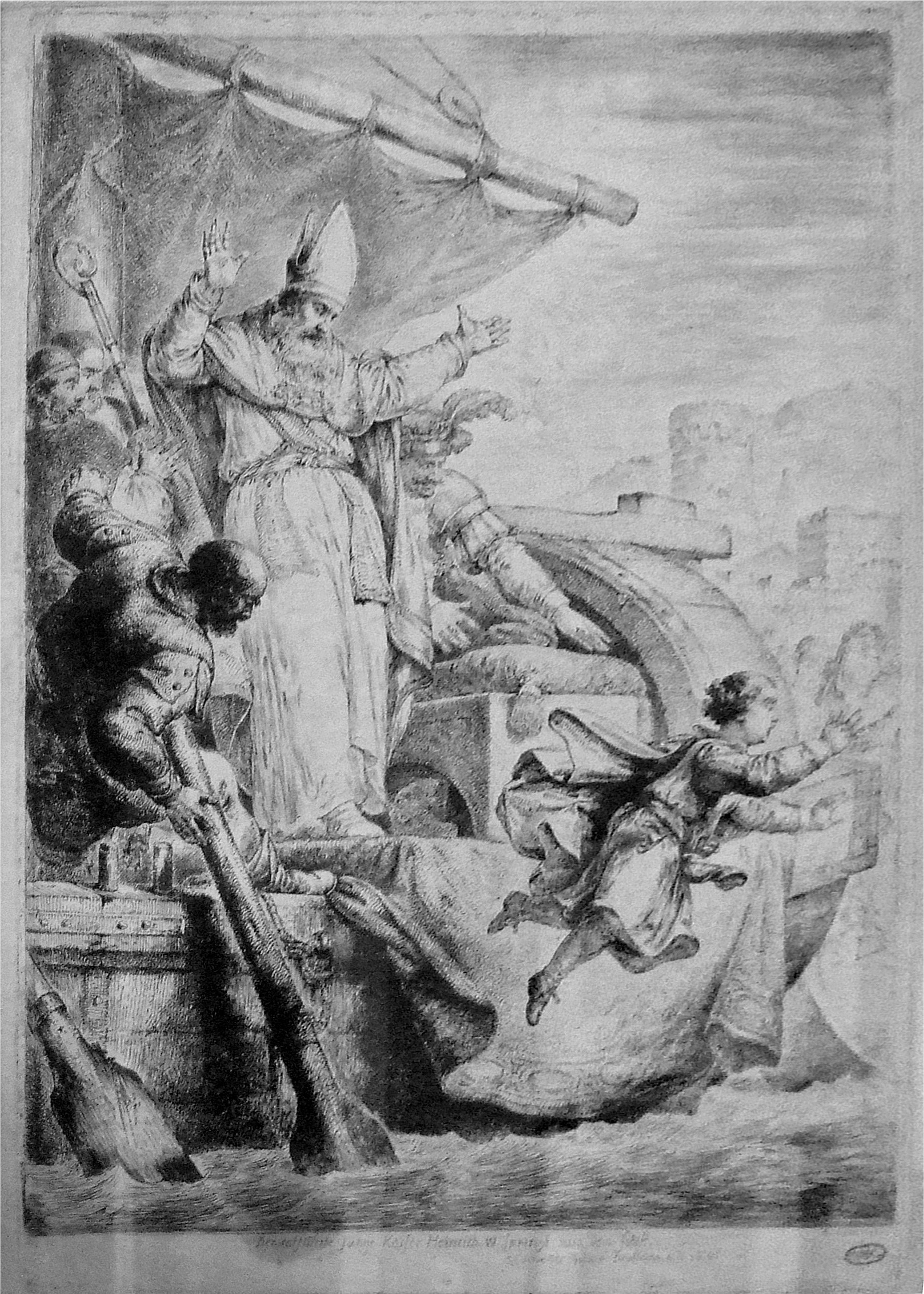
L'empereur Henri saute du bateau de ses ravisseurs, eau-forte de Bernhard Rode (1781).

Les motifs de l'attaque ne sont pas encore tout à fait clairs, d'autant que les sources sur cet événement sont extrêmement contradictoires. L'opinion des commentateurs contemporains est partagée. Le rapport de Lambert semble encore relativement objectif lorsqu'il écrit que les ravisseurs et Annon, en particulier, cherchent à "soustraire le fils à l'influence de sa mère et à s'emparer de l'administration de l'Empire". Lambert ne spécule pas sur les motivations des conspirateurs. Il souligne la possibilité qu'Annon ait "agi par ambition politique", mais admet qu'il ait pu aussi agir pour le bien de l'Empire.
L'évaluation de la Vita Heinrici IV imperatoris semble toutefois subjective et peut être mieux comprise si l'on suppose que l'auteur anonyme est très proche de la famille royale. Il suggère ici, entre autres, que le motif de l'enlèvement est la crainte de la "maturité, de la sagesse et de la stricte moralité" d'Agnès. La raison officielle, selon laquelle il n'est pas convenable que le royaume soit gouverné par une femme, est rejetée par l'auteur. Il affirme même ici que les autorités ont enlevé le jeune roi uniquement pour avoir une liberté illimitée d'étendre leur propre pouvoir.
Bruno le Saxon affirme même plus ou moins que Henri IV lui-même est responsable de son propre enlèvement : le jeune Henri "plein d'arrogance royale n'écoutait guère les avertissements de sa mère". Annon le fait éduquer "avec beaucoup de soin" après son enlèvement. Bruno non seulement nie entièrement que l'impératrice Agnès ait été si affirmative, c'est-à-dire qu'il la considère comme trop faible (que ce soit en termes d'assurer une bonne éducation du jeune roi ou en termes de régence, ce n'est pas clair), mais il loue même Annon pour ses actions. Sa critique d'Henri IV lui-même s'explique probablement par le fait que Bruno n'est pas d'accord par la suite avec la politique d'Henri et voit des traits négatifs chez le roi dès son plus jeune âge. Il n'est pas du côté d'Agnès politiquement.
Bien que les sources ne parviennent apparemment pas à rapporter de manière fiable les motivations des ravisseurs, les recherches actuelles estiment désormais que la quête du pouvoir (en particulier pour Annon de Cologne), ainsi que le souci de la négligence et de l'éducation d'Henri IV jouent un rôle crucial dans cette affaire. La rébellion est également dirigée contre le sous-régent de l'impératrice Agnès, l'évêque Henri d'Augsbourg, qui est accusé d'avoir une "manière maladroite et prétentieuse de gérer les affaires du gouvernement". De plus, selon le chroniqueur Lambert de Hersfeld, "l'impératrice et l'évêque ne pouvaient échapper au soupçon d'une liaison, car il y avait une rumeur générale selon laquelle une telle relation confidentielle ne pouvait pas se développer sans une relation illicite".

## Conséquences

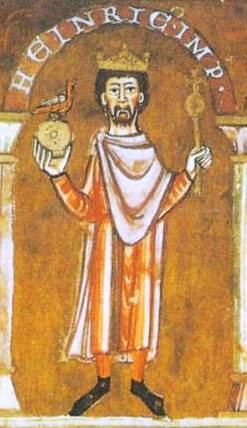
Empereur Henri IV, abbaye Saint-Emmeran, XIIème siècle.

Bien qu'Annon de Cologne ait dû justifier ses actes lors d'une assemblée de Hoftag à l'été 1062, il prend en charge l'éducation du jeune roi et garde dans un premier temps les rênes du gouvernement entre ses mains. Même lorsque le jeune roi monte finalement sur le trône, Anon contrôle, à partir de ce moment, le destin de l'Empire. Il n'hésite pas à renforcer le pouvoir de son électorat de Cologne. Politiquement, il se sent avant tout lié au parti de la réforme ecclésiastique. Son acte politique le plus significatif est probablement de présider un synode à Mantoue en 1064, où il parvient à résoudre le schisme papal entre Alexandre II et Honorius II lors de l'élection de 1061. Selon une expertise délivrée par le neveu d'Annon, l'évêque Burchard II d'Halberstadt, le synode se prononce en faveur d'Alexandre.
Cependant, Annon se rend compte qu'il n'a aucun contact personnel avec Henri, contrairement à son complice Adalbert de Brême, et les deux archevêques deviennent bientôt des ennemis jurés. Les princes ont imposé l'installation d'Adalbert comme tuteur d'Henri et il a rapidement noué une relation étroite avec le roi, ce qui affaiblit de plus en plus la position d'Annon. Néanmoins, Adalbert de Brême a aussi en fin de compte ses intérêts personnels en tête et poursuit strictement une politique qui se traduit par des "dividendes" pour son archidiocèse de Brême.
Après le coup d'État, l'évêque Henri d'Augsbourg est déchu de tous ses pouvoirs, tout comme l'impératrice Agnès. Sa présence dans l'Empire reste néanmoins nécessaire et jusqu'à la majorité du roi Henri IV, elle reste à la tête de la dynastie des Saliens. Ce n'est qu'en restant dans le royaume qu'elle peut revendiquer le trône pour son fils. Dans ce contexte, le récit de Lambert selon lequel Agnès, sur les conseils de ses conseillers, renonce à son intention d'entrer dans un couvent, est solidement fondé et gagne ainsi en authenticité. Ce n'est qu'à la majorité du roi Henri IV et lors d'une cérémonie d'adoubement qui a lieu le 29 mars 1065 à Mayence qu'Agnès peut réaliser son désir de longue date de vivre dans le monastère. Mais elle réussit d'abord à dissuader son fils de tuer le détesté Annon, après qu'il lui ait offert son épée.
Avec l'adoubement du roi, le pouvoir impérial revient aux mains du souverain légitime. La période de transition de près de trois ans prend fin, bien qu'Adalbert de Brême reste le principal conseiller d'Henri jusqu'en janvier 1066, lors d'un Hoftag à Trebur où, sur ordre des princes, il est démis de ses fonctions de conseiller.